# Johann Gottfried Roloff
Johann Gottfried Roloff (* 1741 in Pansfelde (Harz); † 12. Dezember 1809 Ermsleben) war ein deutscher Friedensrichter und Abgeordneter.
Roloff war der Sohn des Amtsrats zu Pansfelde und Kämmerers zu Aschersleben, Johann Christoph Roloff und dessen Ehefrau Maria Catharina geborene Hertzgroth. Roloff, der evangelischer Konfession war, heiratete am 21. April 1768 in Unseburg, Kreis Wanzleben Marie Ernestine Henriette Tuckermann (* 28. Januar 1751; † 7. Mai 1810).
Roloff studierte Rechtswissenschaften und wurde Advokat im Fürstentum Halberstadt. In der Franzosenzeit war er von 1808 bis 1809 Friedensrichter in Ermsleben.
Vom 2. Juni 1808 bis zu seinem Tode war er Mitglied der Reichsstände des Königreichs Westphalen für das Saale-Departement in der Wählergruppe Gelehrte, Künstler und verdiente Bürger.